# ギョーム・デュビュフ
ギョーム・デュビュフ（Guillaume Dubufe、1853年5月16日 - 1909年5月25日）はフランスの画家、イラストレーターである。

## 略歴
パリで裕福な芸術家の家系に生まれた。父親のエドゥアール・デュビュフは人気のあった肖像画家で、彫刻家の母親は、音楽家のピエール・ジメルマンの娘であったが、デュビュフが2歳の時、母親は妹の出産後に亡くなってしまった。叔父に作曲家のシャルル・グノーがいる。
父親から絵を学んだ後、パリ国立高等美術学校でアレキシス＝ジョゼフ・マズロールやアレクサンドル・カバネルの指導を受けた。壁画などの装飾画に才能を見せ、1885年にコメディ・フランセーズの劇場のホワイエの天井画を描き、多くの施設の装飾画を描いた。1888年から1890年の間に宗教的なテーマの連作を描いた。1900年代にはサン＝マンデの市庁舎の装飾画をカバネルの教室で一緒に学んだエドゥアール・ロセ＝グランジェ(Édouard Rosset-Granger)と共作した。劇作家、エミール・オージエの著作の挿絵も描いた。
1900年にレジオンドヌール勲章（オフィシエ）を受勲した。
1909年にブエノスアイレスで開かれるフランス人画家たちの展覧会の役員に選ばれ、ブエノスアイレスに渡る船中で急死した。
1875年に結婚し5人の子供が生まれ、娘のJuliette Dubufe-Wehrlé(1879-1918)は美術家になった。

## 作品

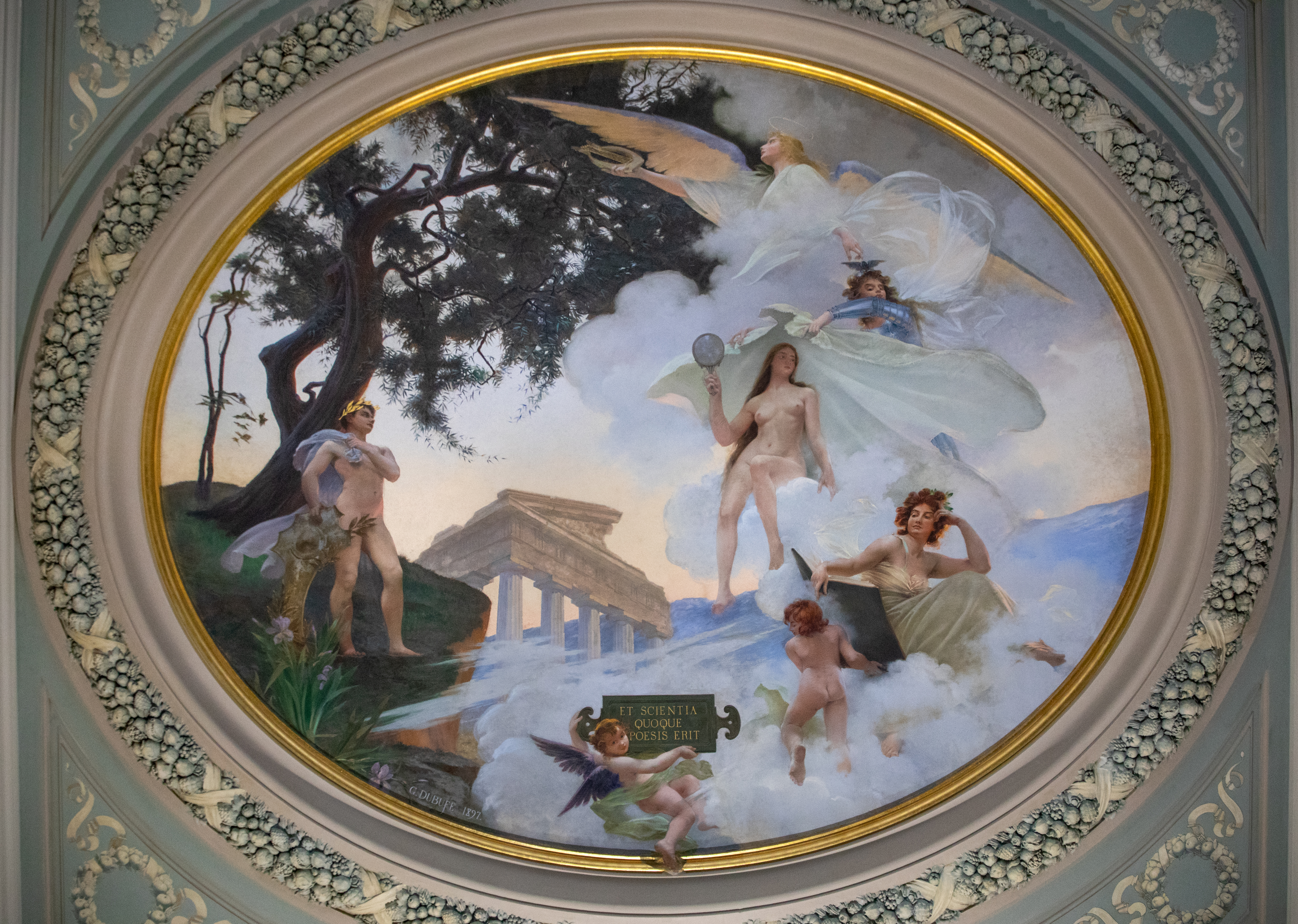
ソルボンヌ大学図書室の天井画
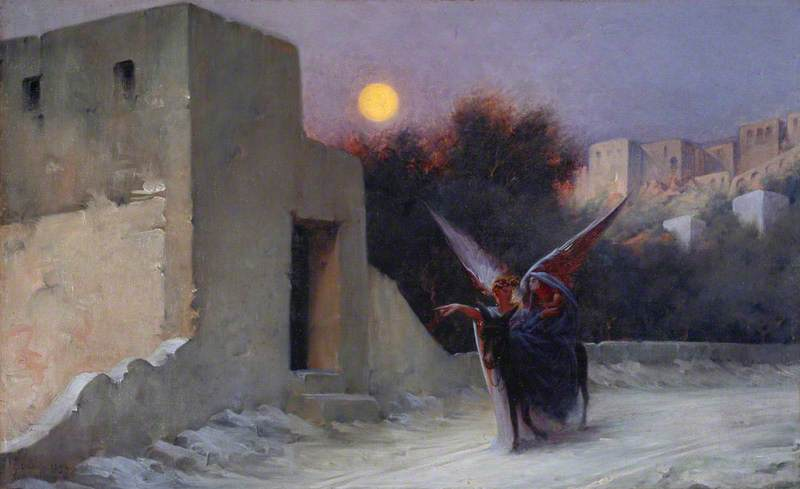
エジプトへの脱出

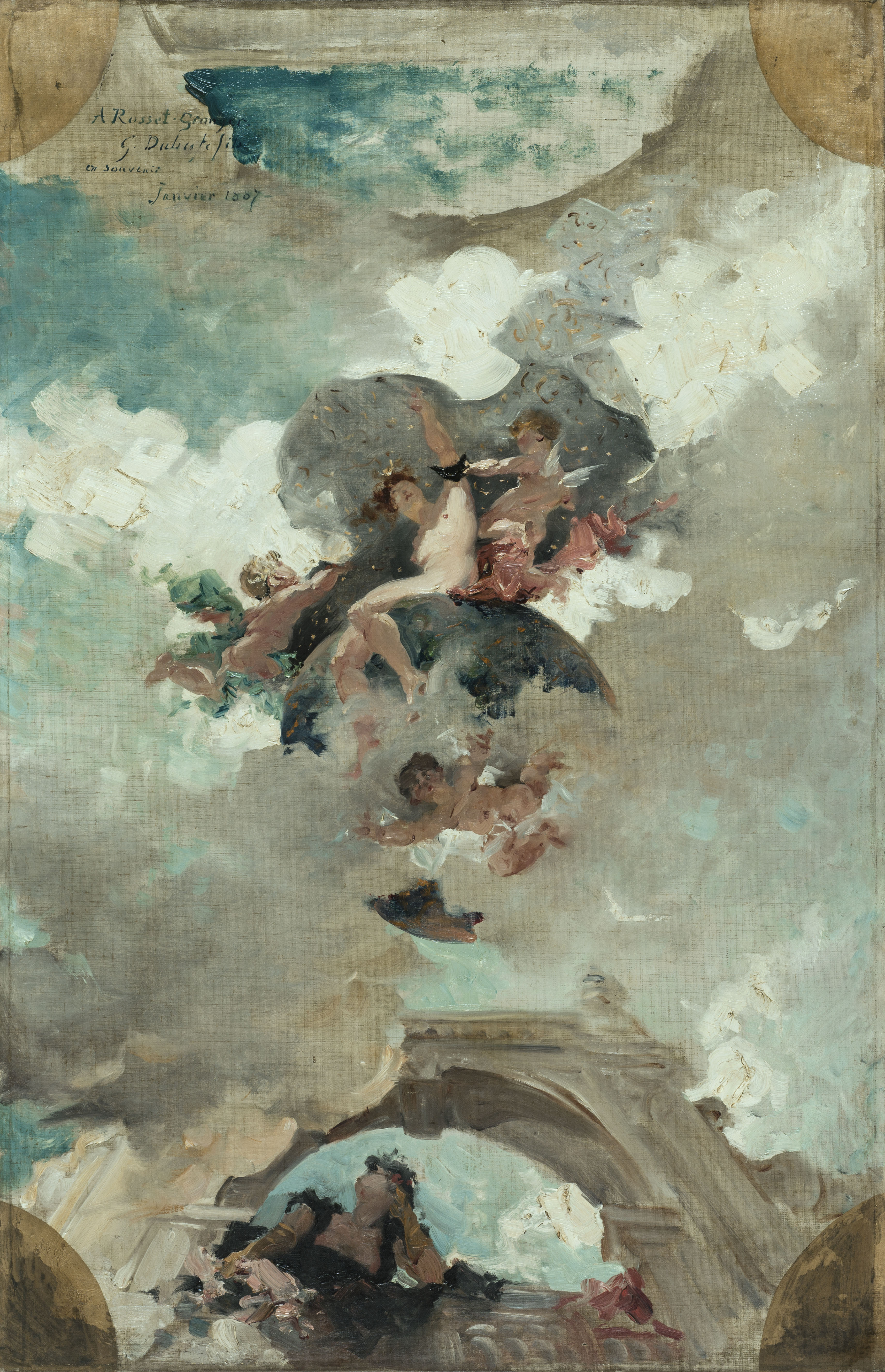
コメディ・フランセーズのホワイエの天井画
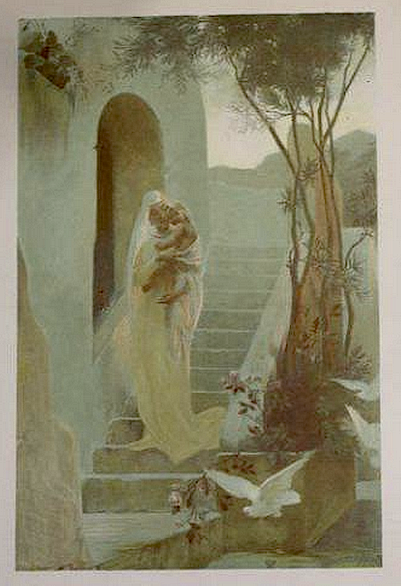
L'Enfant、「レスタンプ・モデルヌ」に掲載された版画
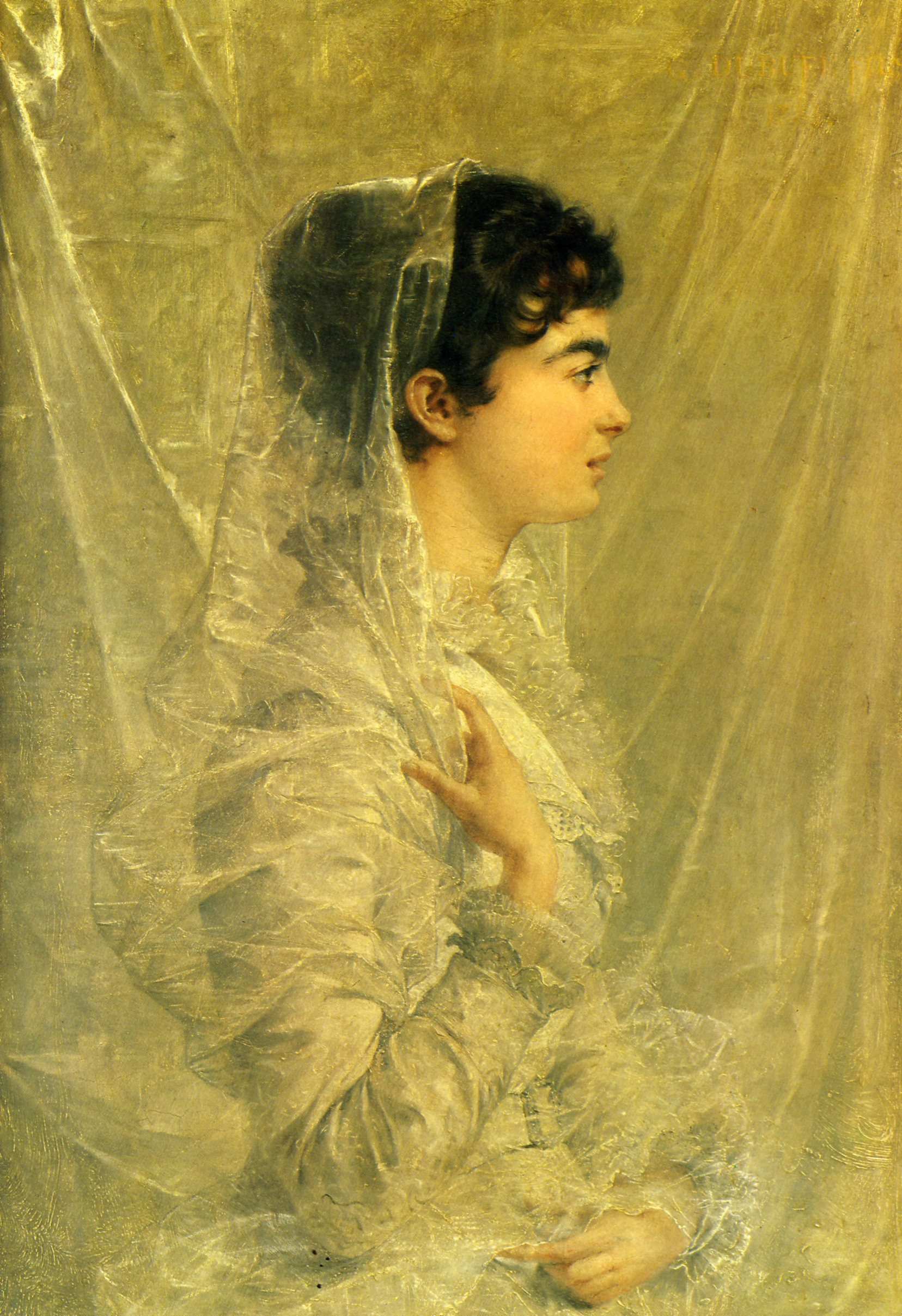
妻の肖像画
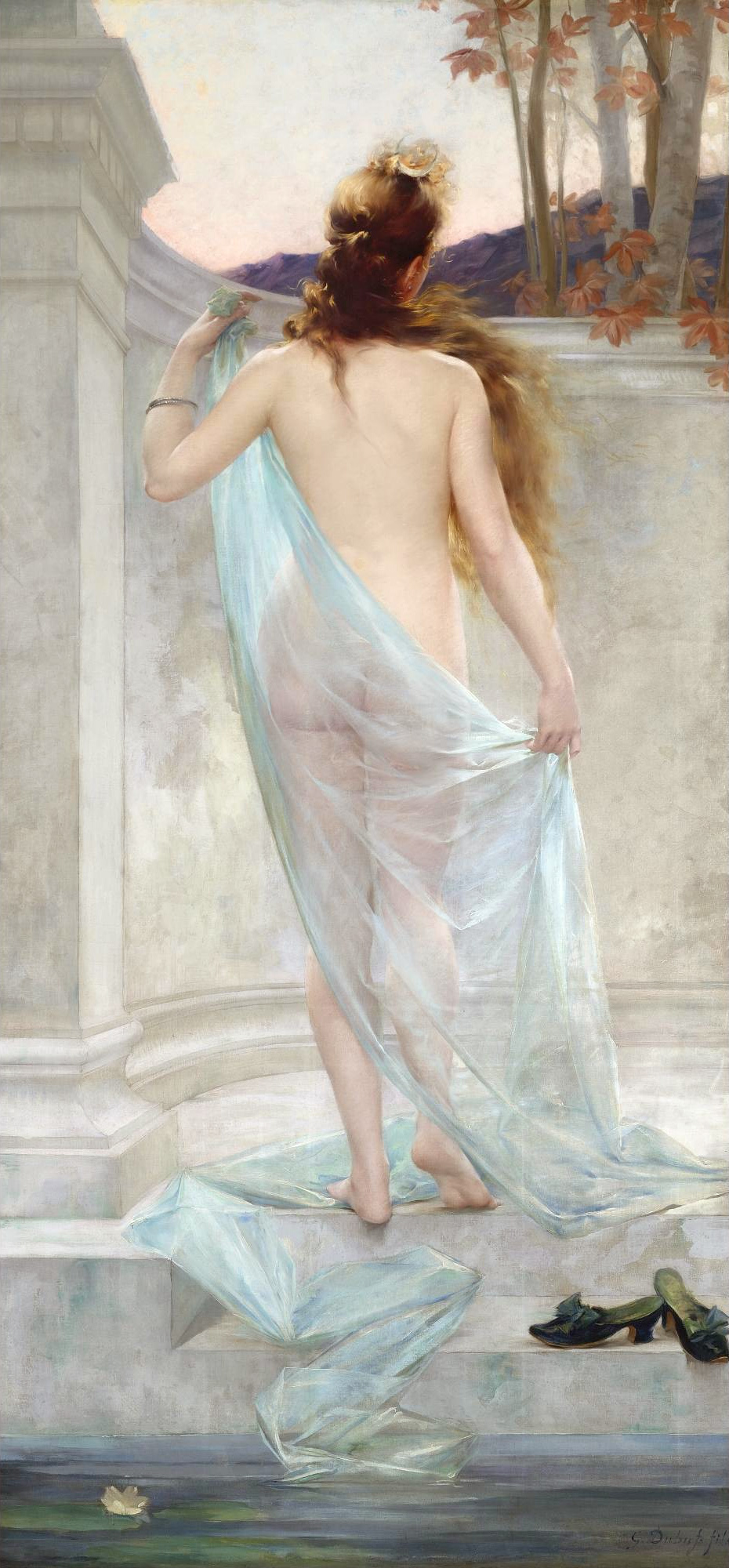
Diana leaving her bath

## 関連文献
- Editorial staff, "La Mort de M. Guillaume Dubufe" in La Vie Parisienne (1909)
- Armand Guérinet, Exposition rétrospective de l'oeuvre de Guillaume Dubufe: catalog, Société nationale des beaux-arts, Librairie d'art décoratif (1910)
- Louise Gaggini et al., Le Train Bleu, Edition Presse Lois Unis Service, Paris (1990) ISBN 2-908557-01-0